# Jamilla Baidou
Jamilla Baidou is een Belgisch youtuber die bekendheid kreeg met door haarzelf gezongen parodieën op bekende nummers van onder andere K3 en Adele.
Baidou deed in 2014 mee aan The Voice van Vlaanderen, waarin ze de eerste liveshow haalde. Naast haar zang op YouTube kwam Baidou in het nieuws met haar vlogs, waarin ze zich voordeed als minderjarig meisje om groomers te ontmaskeren.
Aanvankelijk vlogde Baidou vooral op Facebook. Daar bereikte ze 157.000 volgers. Eind 2016 werd haar Facebookpagina offline gehaald nadat een conflict tussen Baidou en de beheerder van een andere Facebookpagina uit de hand was gelopen. In 2017 probeerde Baidou haar pagina terug te krijgen door naar het hoofdkantoor van Facebook in de Verenigde Staten te reizen.
Haar YouTube-kanaal werd in 2021 genomineerd bij De Jamies.
In 2022 werd in een podcast bekendgemaakt dat Baidou een inzending wilde maken voor de Belgische preselectie voor het Eurovisiesongfestival 2023.
In de periode 2020-2023 kreeg ze te maken met controversie in verband met het vragen naar zogenaamde gifts op de populaire jongerenapp Tiktok. Ook kwam ze in deze periode in opspraak toen ze een parodie maakte over het Vlaamse YouTube-duo Celine en Michiel en Vlaams youtuber Acid. 
In 2024 nam een rechter haar rijbewijs af nadat ze tot tweemaal toe gestopt was in de Liefkenshoektunnel zodat de passagier "aan de deur van de tunnel kon voelen". Ze is zelf niet uitgestapt.
In 2024 deed Baidou mee aan het Prime Video-programma Good Luck Guys.

## Prijzen
| Prijs                          | Jaar | Resultaat   |
| ------------------------------ | ---- | ----------- |
| De Jamies: Beste Online Comedy | 2021 | Genomineerd |